# Sosa (Duitsland)
Sosa is een plaats en voormalige Duitse gemeente in de Duitse deelstaat Saksen, en maakt deel uit van de gemeente Eibenstock in de Erzgebirgskreis.

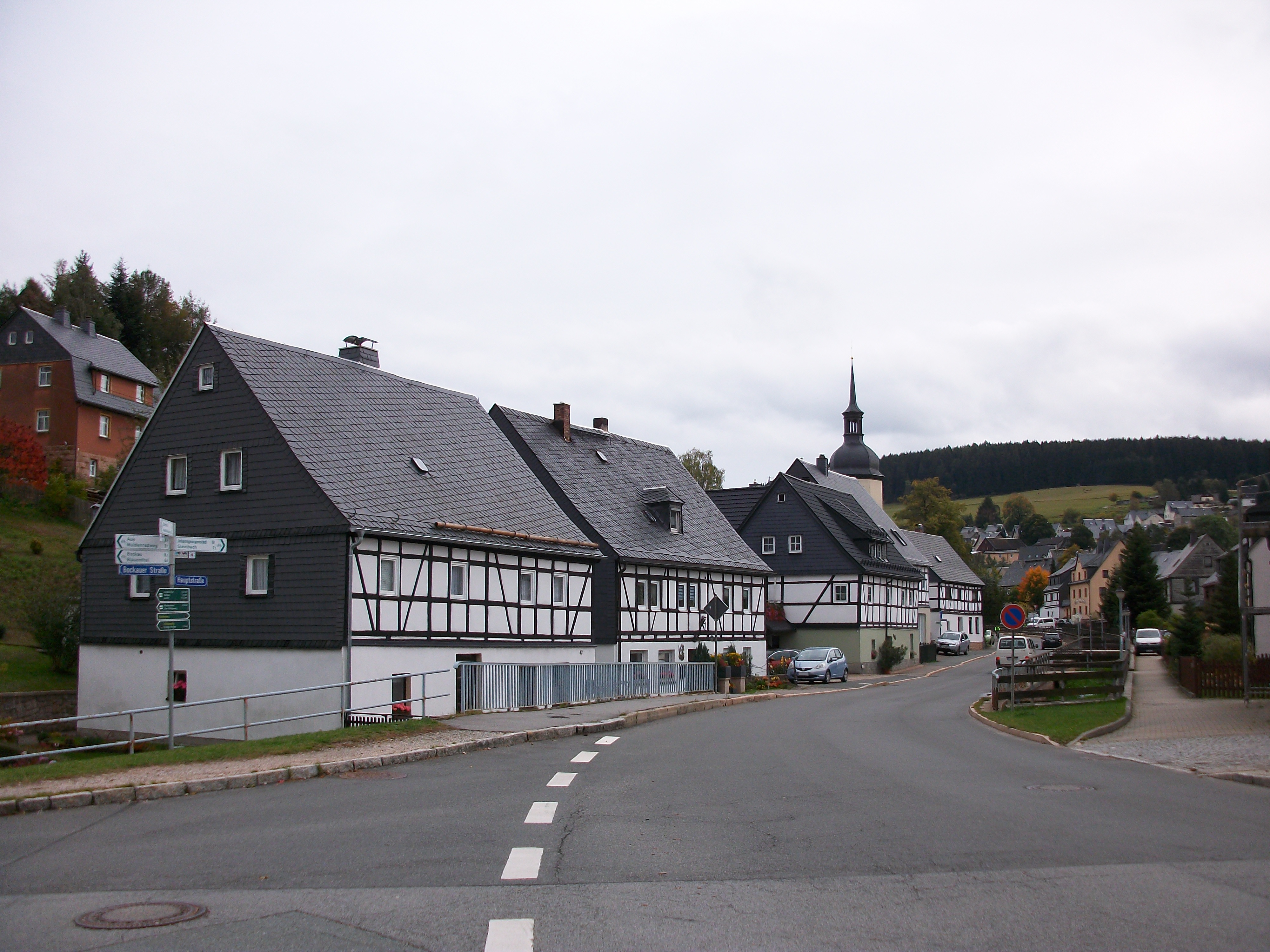
De Hauptstraße van de plaats